# Бутане, Валентина
Валенти́на Бу́тане (латыш. Valentīna Butāne; 9 мая 1929 — 14 марта 2012) — советская и латвийская певица, вокальный педагог.

## Биография
Валентина Бутане родилась 9 мая 1929 года в городе Даугавпилсе.
Училась в Даугавпилсской музыкальной школе (1940—1952), окончила вокальное отделение Латвийской государственной консерватории (1957), некоторое время посещала дополнительные занятия в Ленинградской консерватории.
Была солисткой женского вокального секстета Рижского эстрадного оркестра, солисткой Лиепайского театра (1957—1960), вокальным педагогом Елгавской музыкальной школы (1960—1984), редактором студии детских музыкальных программ Латвийского радио (1976—1979).
Была исполнителем первой эстрадной песни, написанной композитором Раймондом Паулсом (1956), записала более 70 эстрадных песен и опереточных арий.
Умерла 14 марта 2012 года в Добеле, похоронена на кладбище Виркас.